# 지방도 제462호선
지방도 제462호선은 강원도 속초시 대포동 내물치에서 설악동까지 있었던 강원도의 지방도였다.
1992년 도로현황조서까지 표기되다가 1993년부터 폐지되어 속초시 시도로 강등되었다. 내물치는 지금의 설악해맞이공원 일대를 칭하던 옛이름이다.

## 과거 노선
1992년 도로현황조서 기준 노선은 다음과 같았으며 명칭은 "내물치 ~ 속초선"이었다. 1993년 도로현황조서에는 해당 구간을 노선폐지로 표기하고 있다.
- 속초시
  - 내물치 - 도천삼거리 - 대포동 - 설악교삼거리 - 목우재삼거리 - 호텔설악파크 - 설악켄싱턴스타호텔 - (소공원)